# Луо Тјенји
Луо Тјенји (кинески: 洛天依, пинјин: Luò Tiānyī) је први кинески вокалоид, софтвер који пева, који је 2012. издала компанија Shanghai HENIAN. . Једну од њених песама је на новогодишњем концерту HunanTV-а 2015. године обрадила позната певачица Ли Јучун (кинески: 李宇春; пинјин: Lǐ Yǔchūn). Након тога је много пута почела да се појављује на мејнстрим платформама, постала амбасадор многим комерцијалним брендовима, а одржала је и низ концерата. До сада је издато њених седам званичних албума.

## Личност
По њеној краткој аниме серији, Луо Тјенји је анђео која је на земљу дошла са мисијом да шири музику широм света. Она је карактеризована као помало интровертна, али емпатична и упорна. 
У 2017. години, према службеној веб страници Shanghai HENIAN компаније, Тјенјих рођендан је 12. јула, наведена је као рак у хороскопу и сматра се ванземаљцем. 